# Estádio Editon Oliveira
O Estádio Editon Oliveira é um estádio de futebol localizado na cidade de Nossa Senhora da Glória, no estado de Sergipe, pertence ao Governo Municipal e tem capacidade para 2.000 pessoas. É utilizado como mando de campo para os jogos do clube local, a Associação Desportiva Atlética Gloriense.